# 毛禾叶蕨
毛禾叶蕨（学名：Grammitis reinwardtii），为禾叶蕨科禾叶蕨属下的一个植物种。